# ضرعاء بيضاء الأزهار
ضرعاء بيضاء الأزهار (الاسم العلمي:Mammillaria albiflora) هو نوع من النباتات يتبع جنس الضرعاء من الفصيلة الصبارية.